# Coeligena prunellei
Coeligena prunellei là một loài chim trong họ Trochilidae.